# Бенедетти, Чезаре
Чезаре Бенедетти (итал. Cesare Benedetti; род. 3 августа 1987, Роверето, Италия) — итальянский профессиональный шоссейный велогонщик, выступающий c 2015 года за команду Bora-Hansgrohe.

## Главные победы
2008
1-й Trofeo Edil C
2010
1-й Plombières
2012
1-й на этапе 2b(TTT) Международная неделя Коппи и Бартали
2015
1-й на этапе 1(ТТТ) Джиро дель Трентино
2016
1-й  Горная классификация Тиррено — Адриатико
7-й Гран-при Индустрия и Артиджанато ди Ларчано
2018
3-й Тур Словении
2019
1-й на этапе 12 Джиро д’Италия

## Статистика выступлений на Гранд-турах
| Гонка           | 2012 | 2013 | 2014 | 2015 | 2016 | 2017 | 2018 | 2019 |
| --------------- | ---- | ---- | ---- | ---- | ---- | ---- | ---- | ---- |
| Джиро д’Италия  | 107  | —    | —    | —    | —    | 115  | 108  |      |
| Тур де Франс    | —    | —    | —    | —    | 128  | —    | —    |      |
| Вуэльта Испании | —    | —    | —    | —    | 93   | НФ   | —    |      |

| —  | Не участвовал  |
| НФ | Не финишировал |